# Келлер, Борис Максимович
Борис Максимович Келлер (14 октября 1912, Берлин, Германская империя — 14 января 1997, Москва, Россия) — учёный-геолог, лауреат премии имени Н. С. Шатского (1982).

## Биография
Родился 14 октября 1912 года в Берлине.
В 1934 году — окончил Московский геологоразведочный институт.
В 1962 году — защитил докторскую диссертацию, и тогда же ему было присвоено учёное звание профессора.
Умер 14 января 1997 года.
Его именем названы тип археоцеат Kellericyathus, классы трилобитов AHmbetaspis kelleri и др., замковых брахиопод Ivdelinia kelleri, граптолитов Rectograptus kelleri, коралловых полипов Favosites kelleri, подклассы фораминифер Anomalina kelleri и др., остракод Bairdia kelleri и др.

## Научная деятельность
Научные исследования посвящены геологии и стратиграфии.
Под его руководством выполнено описание верхнего протерозоя; проведены стратиграфические, палеонтологические и палеогеографические исследования отложений венда и кембрия на Восточно-Европейской платформе, обобщены данные по стратотипу рифея (выделены бурзяний, юрматиний, каратавий) на Юж. Урале.
Руководил составлением унифицированной и корреляционной схемы верхнего докембрия, литолого-палеогеографической и палеотектонической карты верхнего протерозоя СССР.
Автор свыше 150 научных работ.

## Семья[1]
Прадед  — Пётр Иванович Кёппен.
Жена — Валентина Галактионовна Морозова — палеонтолог.
- Дочь — Наталия Борисовна Келлер — палеонтолог, океанолог.

Жена — Л.В. Дмитриева.
- Сын  —  Михаил Борисович Келлер  —  геолог-нефтяник.

Жена  —  Галина Николаевна Моторкина.
- Дочь  —  Елена Борисовна Келлер.

## Награды
- орден Трудового Красного Знамени (27.03.1954)
- Премия имени Н. С. Шатского (совместно с М. А. Семихатовым, И. Н. Крыловым, за 1982 год) — за серию работ по теме «Рифей Северной Евразии»